# Kairos Palestina

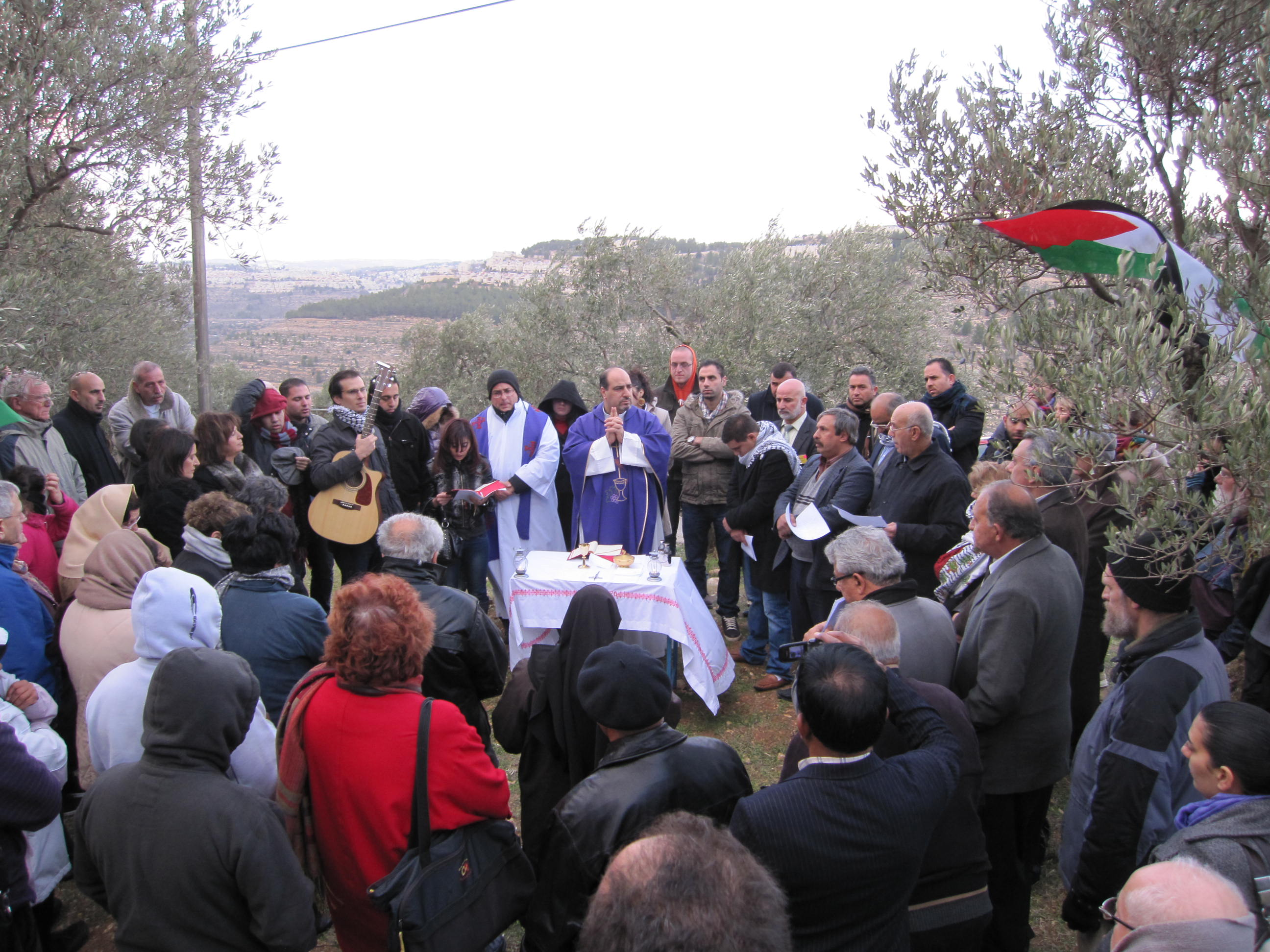
Demonstratieve H. Mis van Palestijnse katholieken in de openlucht in de Cremisanvallei (2011), waar de Israëlische Westoeverbarrière de plaatselijke christelijke gemeenschap in tweeën zal splitsen en hen van het klooster zal afscheiden

Kairos Palestina (Kairos Palestine) is een organisatie van Palestijnse christenen, die aandacht vraagt voor de situatie van Palestijnse christenen in Israël en die onder Israëlische bezetting leven. Kairos gaat uit van kerkelijke oecumene en richt zich in het bijzonder tot kerken in andere delen van de wereld en ook tot joden en moslims.

## Kairosdocument
Kairos Palestine werd op 11 december 2009 in Bethlehem door een groep vooraanstaande Palestijnse christenen opgericht. Onder hen bevonden zich de voormalige rooms-katholieke patriarch Michel Sabbah, de Grieks-orthodoxe patriarch Atallah Hanna, de Anglicaanse theoloog Naim Ateek en de Evangelisch-Lutherse theoloog Mitri Raheb. Zij publiceerden bij die gelegenheid het zogeheten Kairosdocument, een document waarin op geloofsgronden de bezetting door Israël van Palestijns gebied wordt afgewezen en kritiek wordt geleverd op de zogeheten Israëltheologie voor zover die argumenten levert waarmee deze bezetting wordt gerechtvaardigd. Coördinator van het initiatief is de Palestijnse christen Rifat Kassis, de speciale adviseur van de Secretaris-Generaal van de Wereldraad van Kerken voor het Midden-Oosten. Het document werd mede met steun van de Wereldraad van Kerken in kerken in heel de wereld verspreid.
De naam Kairos herinnert aan het Oudgriekse begrip Καιρος, dat ernaar verwijst dat de tijd rijp is voor verandering en dat het tijdsbestek waarin er nu geleefd wordt, benut moet worden om die veranderingen door te zetten. Oorspronkelijk was Kairos de naam van de organisatie voor steun aan het Christelijk Instituut waarmee ds. Beyers Naudé in 1963 de confrontatie aanging met de apartheid in Zuid-Afrika.
Uit de tekst:
“In dit historische document verklaren wij, Palestijnse christenen, dat de militaire bezetting van ons land een zonde is, gericht tegen God en de mensheid, en dat elke theologie die de bezetting legitimeert, ver staat van de christelijke leer, omdat een waarachtige christelijke theologie een theologie van liefde en solidariteit met de onderdrukten is, een roep om rechtvaardigheid en gelijkheid tussen de mensen.”

## Voorgeschiedenis
Aan de oprichting van Kairos Palestine ging in 2007 de Amman Call vooraf, die het einde markeerde van een periode van zestig jaar waarin een verenigd christelijk geluid tegen de Israëlische bezetting had ontbroken. De Wereldraad van Kerken speelde daarin een centrale rol. De volgende stap was een internationale theologische conferentie over het thema ‘Het Beloofde Land’, ook een initiatief vanuit de Wereldraad van Kerken, dat resulteerde in het zogenaamde Bern Perspective van 13 september 2008, waarin werd geconcludeerd: “Genoeg is genoeg. Geen woorden meer zonder daden – het is tijd voor actie.”

## Nederlandse kerkelijke reacties
De Raad van Kerken in Nederland steunde in een verklaring "het beroep op Israël om het onrecht te beëindigen en partner te zijn in het proces van vrede. Tegen deze achtergrond menen we dat naast de erkenning van het bestaansrecht van Israël er tevens plaats dient te zijn voor een levensvatbare Palestijnse staat, zoals bepleit in uitspraken van de Wereldraad van Kerken en van het Vaticaan. In het Midden-Oosten is sprake van twee volkeren die uitermate moeizaam naar een politieke en economische balans zoeken. Alle partijen hebben recht om in vrijheid te leven in dit uitermate gespannen zenuwcentrum van de wereld".
Arjan Plaisier, toen scriba van de PKN, bleef bij zijn Kerkorde die zegt dat er een “onverbrekelijke band met het Joodse volk bestaat; maar daarmee wordt nog niet al het beleid van de staat Israël gelegitimeerd".
De Nederlandse rooms-katholieke bisschoppen wilden de intentie van het document "heel serieus" nemen, maar wensten ook rekening te houden met het "spanningsveld tussen enerzijds verbondenheid met de Palestijnse christenen in het Heilig Land en anderzijds de band met het joodse volk". De Katholieke Vereniging voor Oecumene organiseerde een gesprek tussen dr. Jamal Khader, dr. Rifat Kassis en zes katholieke organisaties. “Kairos is een verzetsdocument,” zei Rifat Kassis bij die gelegenheid. “Ze is een oproep van Palestijnse christenen aan Palestijnse christenen om vol te houden, om te blijven en om geweldloos op te staan tegen onrecht.” Ook zei hij: “We willen niet het slachtoffer zijn van een fundamentalistische lezing van het Oude Testament en evenmin van een westerse christenheid die zich na Auschwitz schuldig acht aan anti-judaïsme en antisemitisme. Zonder de waarheid te benoemen kan er geen verzoening, geen vrede en geen toekomst voor beide volken zijn.”
De vertegenwoordigers van de katholieke organisaties hadden begrip voor de legitieme verlangens van de Palestijnse christenen. Onopgelost bleef de spanning tussen theologische reflectie enerzijds en politieke oplossingen anderzijds.
Vertegenwoordigers van het Centraal Joods Overleg (CJO), Christenen voor Israël (CvI) en het Centrum Informatie en Documentatie Israel (CIDI) wezen tijdens een eigen bijeenkomst op 27 april 2010 in Soest het Kairosdocument van de hand. Rabbijn Tzvi Marx, directeur van de Folkertsma Stichting, die zich toelegt op de theologische studie van joods-christelijke betrekkingen, noemde bij die gelegenheid het Kairosdocument “antisemitisch”. André Drost van de Protestantse Raad voor Kerk en Israël daarentegen waarschuwde voor negativisme en signaleerde dat de kerkorde van PKN wel de "onopgeefbare verbondenheid met het volk Israël" erkent, maar nog steeds geen officieel document heeft waarin die band bijbels-theologisch grondig wordt onderbouwd.

## The Bethlehem Call

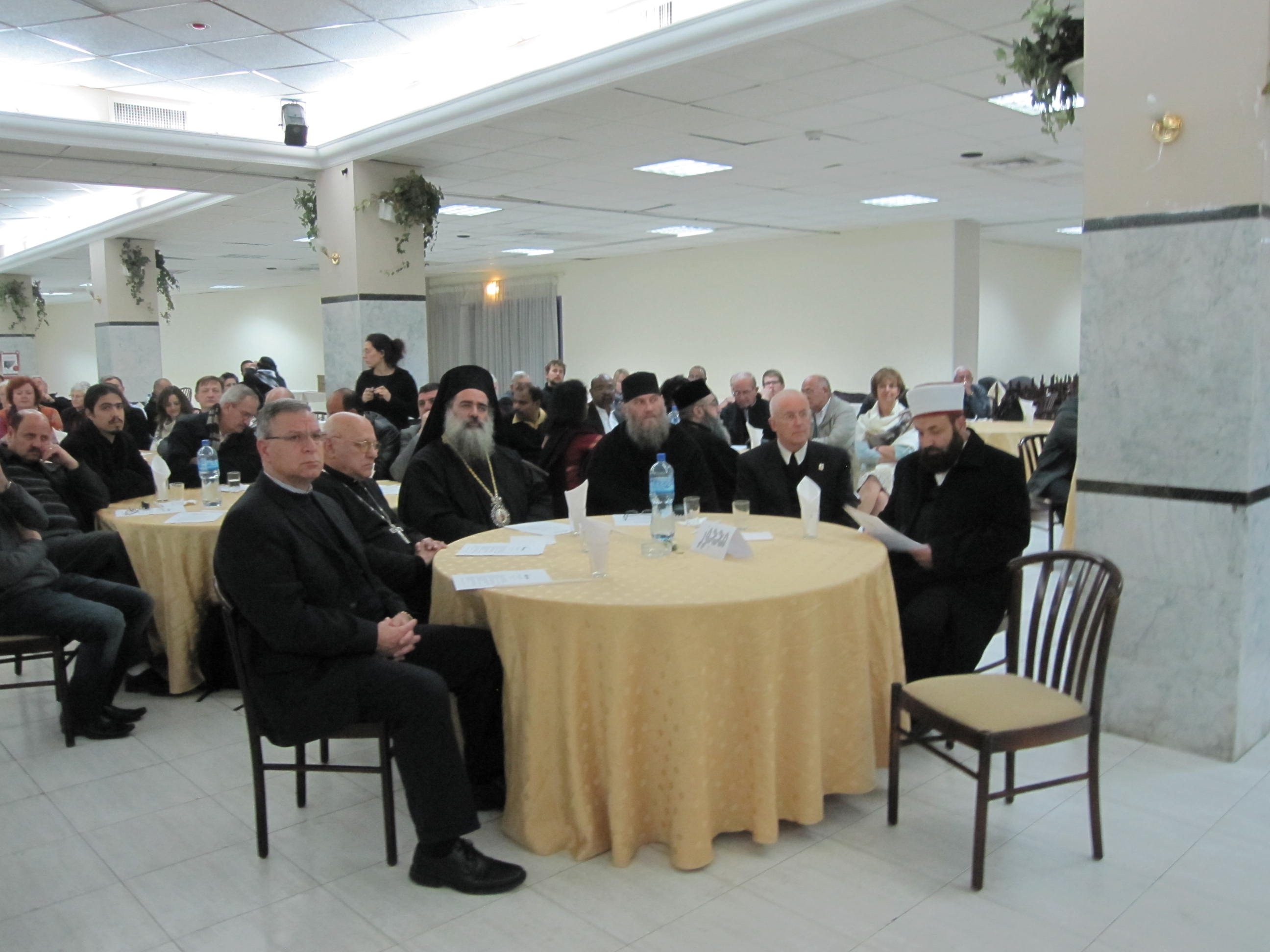
Palestijnse geestelijk leiders tijdens de The Bethlehem Call op 13 december 2011

Op 13 december 2011 vond in Bethlehem een internationaal strategisch beraad plaats van de Kairosbeweging, met deelname van groepen uit 15 landen, waaronder Nederland. Deze conferentie leidde tot The Bethlehem Call, een oproep, waarin aandacht werd gevraagd voor:
- Verdere uitdieping van het theologische discours binnen de christelijke kerken en met het jodendom en de islam over de zogenaamde Landbelofte en Israëltheologie;
- Voor Come and See, dat wil zeggen pelgrimeren en reizen naar het Heilige Land, waarbij van christelijke pelgrims wordt gevraagd zich veelzijdiger te oriënteren en ook kennis te maken met het leven en de omstandigheden van Palestijnse christenen;
- Het niet kopen van producten die afkomstig zijn uit de illegale Israëlische nederzettingen op de Westelijke Jordaanoever en het desinvesteren in bedrijven die deze nederzettingen helpen bouwen en inrichten.[9]

In Bethlehem werd een amendement aangenomen van de Nederlandse afvaardiging, waarin werd aangedrongen op meer samenwerking tussen Kairos Palestina en Israëlische vredes- en mensenrechtenorganisaties, zoals die in Nederland door het Steuncomité Israëlische Vredes- en Mensenrechtenorganisaties (SIVMO) worden gesteund.

## Kairos Palestina Nederland
De Nederlandse sectie van Kairos Palestina werd in 2010 op initiatief van de kerkelijke ontwikkelingsorganisatie ICCO opgericht. Medeoprichter is Gied ten Berge en Jacobine Geel is lid van het Comité van aanbeveling van de Nederlandse sectie. Op 22 december 2010 werd de Nederlandse vertaling van het Kairosdocument door een vertegenwoordiging van Palestijnse christenen onder leiding van de rooms-katholieke priester Jamal Khader tijdens een bijeenkomst in de Domkerk in Utrecht aan vertegenwoordigers van de besturen van de Nederlandse kerken aangeboden.
In september 2011 vond aan de Vrije Universiteit onder de titel "Het Uur van de Waarheid" een internationale studieconferentie plaats. Ongeveer 200 mensen, voor een deel theologen uit binnen- en buitenland, namen hier aan deel. Palestijnse, Israëlisch-joodse en Nederlandse sprekers, zoals Mark Braverman, Naim Ateek, Jan Pronk en Ron Kronish, directeur van de Interreligious Coordinating Council in Israel (ICCI) voerden het woord. De conferentie werd geopend met een videoboodschap van de anti-apartheidsstrijder aartsbisschop Desmond Tutu.
Op uitnodiging van Kairos Palestina Nederland spraken op 16 oktober 2012 in Boxtel 40 genodigden uit de organisaties van kerk en politiek in het klooster van de paters Assumptionisten in aanwezigheid van Rifat Kassies over een van de hoofdvragen van het Kairosdocument: hoe de Nederlandse kerken en hun organisaties gehoor kunnen geven aan de oproep in het Kairosdocument tot Boycot, Desinvestering en Sancties (BDS-beweging), gericht tegen de Israëlische nederzettingenpolitiek, om zo economische druk op Israël uit te oefenen vanwege de "bezetting" van de Westelijke Jordaanoever en Oost-Jeruzalem.
In het voorjaar van 2013 was Kairos Palestina een van de organisaties die het bezoek aan Nederland hielp organiseren van de Palestijnse christelijke geweldloze activist Daoud Nassar, oprichter van de 'Tent of Nations'.

## Kairos Sabeel Nederland
Het kantoor van Kairos Palestina Nederland is sinds 2013 gevestigd in Utrecht in het convent van de paters Augustijnen.
Per 1 januari 2016 is Kairos Palestina Nederland samengegaan met de organisatie Vrienden van Sabeel (Sabeel is Arabisch voor weg, kanaal of bron) onder de nieuwe naam Kairos Sabeel Nederland. De organisatie heeft een nieuwsbrief  Uitweg en verspreidt het blad The Cornerstone. De voorzitters van Sabeel en Kairos, ds. Rien Wattel en Jan van der Kolk droegen het voorzitterschap daarbij over aan mr. Kees Blok, jurist en oud-militair, die in 2007 bij het inrichten van de Palestijnse staat betrokken werd als teamleider om het Palestijnse rechtssysteem te autoriseren. Kairos Sabeel is actief binnen meerdere Nederlandse kerken, en wordt gedragen door leden van onder meer de Protestantse Kerk in Nederland en van de Rooms-Katholieke Kerk.